# Sollevamento pesi ai Giochi della XXXIII Olimpiade - 59 kg femminile
La gara di sollevamento pesi della categoria fino a 59 kg femminile dei Giochi della XXXIII Olimpiade di Parigi si è svolta l'8 agosto 2024 presso il Paris Expo Porte de Versailles. La competizione è stata vinta dalla cinese Luo Shifang, mentre l'argento e il bronzo sono andati rispettivamente alla canadese Maude Charron e alla taiwanese Kuo Hsing-chun, vincitrice a Tokyo 2020 e medaglio di bronzo a Rio de Janeiro 2016.

## Risultati
| Pos. | Atleta             | Nazionalità    | Strappo (kg) | Strappo (kg) | Strappo (kg) | Strappo (kg) | Slancio (kg) | Slancio (kg) | Slancio (kg) | Slancio (kg) | Totale |
| Pos. | Atleta             | Nazionalità    | 1            | 2            | 3            | Risultato    | 1            | 2            | 3            | Risultato    | Totale |
| ---- | ------------------ | -------------- | ------------ | ------------ | ------------ | ------------ | ------------ | ------------ | ------------ | ------------ | ------ |
|      | Luo Shifang        | Cina           | 101          | 105          | 107          | 107          | 129          | 134          | 137          | 134          | 241    |
|      | Maude Charron      | Canada         | 101          | 104          | 106          | 106          | 126          | 130          | 132          | 130          | 236    |
|      | Kuo Hsing-chun     | Taipei cinese  | 103          | 105          | 105          | 105          | 130          | 130          | 137          | 130          | 235    |
| 4    | Anyelin Venegas    | Venezuela      | 97           | 100          | 102          | 102          | 122          | 128          | 134          | 128          | 230    |
| 5    | Rafiatu Lawal      | Nigeria        | 100          | 103          | 103          | 100          | 125          | 127          | 130          | 130          | 230    |
| 6    | Elreen Ando        | Filippine      | 100          | 100          | 102          | 100          | 130          | 130          | 130          | 130          | 230    |
| 7    | Kamila Konotop     | Ucraina        | 104          | 106          | 106          | 104          | 123          | 129          | 132          | 123          | 227    |
| 8    | Janeth Gómez       | Messico        | 92           | 92           | 95           | 95           | 114          | 119          | 122          | 122          | 217    |
| 9    | Dora Tchakounté    | Francia        | 95           | 98           | 100          | 98           | 115          | 118          | —            | 115          | 213    |
| 10   | Mathlynn Sasser    | Isole Marshall | 94           | 94           | 94           | 94           | 110          | 115          | 118          | 115          | 209    |
| 11   | Lucrezia Magistris | Italia         | 96           | 96           | 100          | 96           | 111          | 112          | 112          | 112          | 208    |
| —    | Yenny Álvarez      | Colombia       | 101          | 103          | 105          | 105          | 130          | 132          | 132          | —            | —      |